# Léonard Jevardat de Fombelle
Pour les articles homonymes, voir Fombelle.
Léonard Jevardat de Fombelle (né le 10 novembre 1758 à Magnac-Laval et mort le 15 juin 1834 dans la même ville) est un avocat et un homme politique français. 

## Biographie
D'une ancienne famille de la Marche et du Poitou, Léonard Jevardat de Fombelle naît de François Amable Jevardat de Fombelle (1711-1793), avocat au parlement, et de Marie-Thérèse Dubrac de Villaudran. Son grand-père, Jean-Baptiste Jevardat, était vers 1706 directeur des domaines du roi à Oradour-Saint-Genest. Marié à sa cousine Marie-Victoire Dubrac du Feux, il est l'ancêtre de Bernard de Fombelle et Timothée de Fombelle.
Il devient avocat au parlement sous l'Ancien Régime.
Le 23 vendemiaire an IV, il est élu député de la Haute-Vienne au Conseil des Anciens, par 95 voix sur 126 votants.
Réélu au même Conseil le 24 germinal an VII, il y vote l'adjonction des quatre directeurs de jury au tribunal de la Seine et devint secrétaire du Conseil. 
Favorable au coup d'État du 18 brumaire, il est nommé juge au tribunal d'appel de Limoges.
Léonard de Fombelle est également maire de Magnac-Laval entre 1813 et 1830. Il avait acquis le domaine de Bronzeau à Saint-Léger-Magnazeix. Ses fils, Amable et Joseph-Pierre, lieutenant des gardes du corps du roi Louis XVIII, seront conseillers généraux respectivement de la Haute-Vienne et de l'Indre.

## Ouvrages
- « Opinion de Jevardat-Fombelle, sur la résolution du 22 ventôse, concernant la liquidation et le paiement des fermages » (1799)
- « Opinion de Jevardat-Fombelle, sur la résolution du 27 thermidor, relative aux intérêts de la dette publique » (1798)
- « Rapport fait par Cretet sur la résolution du Conseil des cinq-cents relative au remboursement de l'emprunt du 16 nivôse de l'an 6 » (1798)
- « Rapport fait par Jevardat-Fombelle, sur une résolution interprétative du [paragraph] III de l'article premier de la loi du 19 floréal an 5 [i.e. 6] » (1798)
- « Rapport fait par Jevardat-Fombelle sur une résolution du 19 germinal qui applique à la lésion du tiers au quart le mode d'estimation établi par la loi du 19 floréal an VI & prononce qu'il n'y a pas lieu à rescision en ventes & reventes de domaines originairement nationaux » (1799)
- « Rapport fait par Jevardat-Fombelle sur une résolution du 17 prairial, interprétative du paragraphe III de l'article premier de la loi du 19 floréal an 6, concernant les rescisions » (1799)